# Tuberin
Tuberin (TSC2) ist ein Protein in Säugetierzellen, das als Tumorsuppressor wirkt. Für diese Funktion ist die Bildung des Hamartin-Tuberin-Komplexes notwendig, die durch verschiedene Defekte gestört werden kann, im Mensch beispielsweise durch Mutation des TSC2-Gens. Unfähigkeit zur Bildung des Komplexes ist die Ursache für Tuberöse Sklerose, eine Erbkrankheit.
Tuberin enthält die RAP-GAP-Domäne, die für die Aktivierung der GTPasen RHEB, RAP1A und RAB5 durch den TSC-Komplex ursächlich ist.